# Альт-Зюрков
Альт-Зюрков (нім. Alt Sührkow) — громада в Німеччині, розташована в землі Мекленбург-Передня Померанія. Входить до складу району Росток. Складова частина об'єднання громад Мекленбургіше-Швайц.
Площа — 25,32 км2. Населення становить 389 ос. (станом на 31 грудня 2020).